# Lac Dumouchel
Le lac Dumouchel est un lac d'eau douce situé dans la municipalité de Chénéville, administré par la municipalité régionale de comté de Papineau, dans la région administrative de l'Outaouais, au Québec, au Canada.

## Géographie
Ce lac, d'une superficie d’environ 17,5 ha, est alimenté en eau par un ruisseau innommé. Une seule île est située sur le lac, mais elle n’a pas de nom.
Le lac Dumouchel est situé à proximité du chemin du Pont et du chemin du Bord-du-Lac, qui sont tous deux au nord de celui-ci.

## Toponymie
Le toponyme « Lac Dumouchel » a été officialisé le 27 février 1970 à la Commission de toponymie du Québec.